# Myrmarachne rufescens
Myrmarachne rufescens là một loài nhện trong họ Salticidae.
Loài này thuộc chi Myrmarachne. Myrmarachne rufescens được Tord Tamerlan Teodor Thorell miêu tả năm 1877.